# Oberthern
Oberthern ist eine Ortschaft und Katastralgemeinde in der Gemeinde Heldenberg in Niederösterreich.

## Geographie
Oberthern liegt im Tal des Therngrabenbaches an der Landesstraße L27, die von der Horner Straße nach Hollabrunn führt.

## Geschichte
Ein Ort Ternie wird erstmals im 11. Jahrhundert in einer Schenkungsurkunde König Heinrichs IV. urkundlich genannt. Die Unterscheidung in Oberthern und Unterthern erfolgte erstmals 1320 in einem Urbar des Stiftes Passau, wo ein Inferior Tern und ein Superior Tern genannt werden. Im 1600 scheinen als Grundherren das Stift Göttweig, das Stift Garsten und die Hardeggs auf. Nach den Reformen 1848/1849 konstituierte sich Oberthern 1850 zur selbständigen Gemeinde. Diese war bis 1868 dem Amtsbezirk Ober-Hollabrunn zugeteilt und danach dem Bezirk Hollabrunn. Laut Adressbuch von Österreich waren im Jahr 1938 in der Ortsgemeinde Oberthern zwei Gastwirte, ein Gemischtwarenhändler, eine Milchgenossenschaft, ein Schmied, eine Sparkasse, ein Tischler und zahlreiche Landwirte ansässig.

## Kultur und Sehenswürdigkeiten
- Katholische Pfarrkirche Oberthern hl. Martin